# Deutschland (píseň)
Deutschland je píseň německé industrialmetalové skupiny Rammstein, která vyšla 28. března 2019 jako první singl z jejich sedmého studiového alba Rammstein. Jedná se o první singl kapely od vydání singlu „Mein Herz brennt“ v roce 2012.

## Klip
Video režíroval Specter Berlin a bylo zveřejněno 28. března 2019 v 18.00 středoevropského letního času. Dva dny předem byla vydána krátká předpremiéra. Již krátce po zveřejnění se klip stal terčem kritiky, neboť pro kapelu typickým neotřelým způsobem zobrazuje výjevy z německé historie od dob Římské říše přes středověk, obě světové války, Adolfa Hitlera, Studenou válku, teroristickou skupinu Frakce Rudé armády, až k sci-fi záběrům z vesmírné lodi. V hlavní roli vystupuje německá herečka Ruby Commey. Závěrečné titulky jsou doplněny skladbou „Sonne“ z roku 2001, hraným na klavír.

## Seznam skladeb
| Pořadí         | Název                                    | Délka |
| -------------- | ---------------------------------------- | ----- |
| 1.             | Deutschland                              | 5:23  |
| 2.             | Deutschland (Remix by Richard Z. Kruspe) | 5:46  |
| Celková délka: | Celková délka:                           | 11:09 |